# Asterolibertia couepiae
Asterolibertia couepiae är en svampart som först beskrevs av Henn., och fick sitt nu gällande namn av G. Arnaud 1918. Asterolibertia couepiae ingår i släktet Asterolibertia och familjen Asterinaceae.   Inga underarter finns listade i Catalogue of Life.